# River Queen (Schiff, 1999)
Die River Queen ist ein 1999 in Dienst gestelltes Flusskreuzfahrtschiff der niederländischen Reederei Rijnpoort BV, das in der Zeitcharter von dem britischen Reiseveranstalter Uniworld River Cruises  auf  Donau, Main, Mosel und Rhein eingesetzt wird. In der Sommersaison wird sie auf einer 15-tägigen Kreuzfahrt von Amsterdam nach Budapest eingesetzt.

## Ausstattung

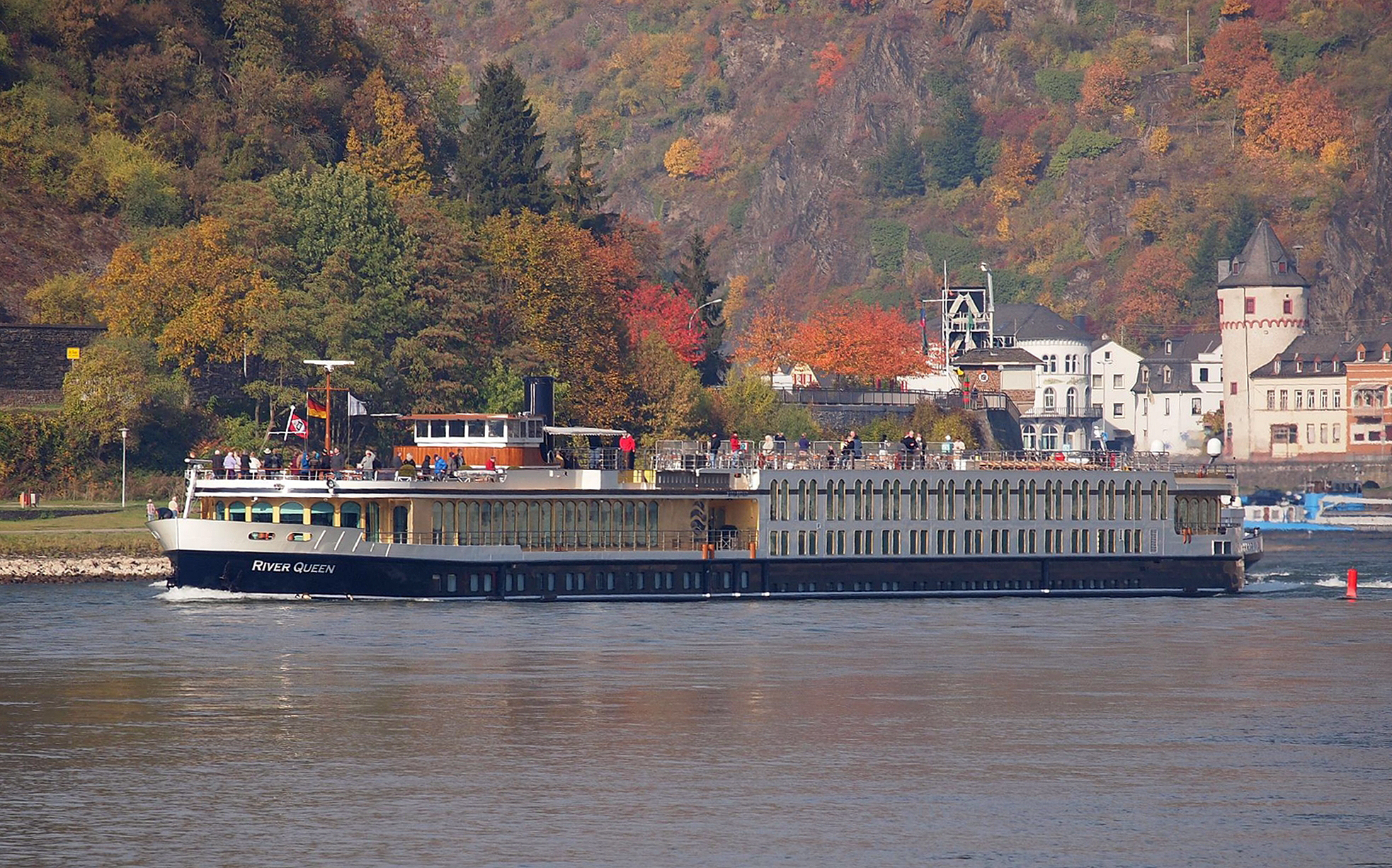
Auf Fahrt bei Sankt Goarshausen

Die River Queen ist ein Vierdeck-Kabinenschiff der 4-Sterne-Kategorie mit 66 Doppelkabinen à 14 m² und vier Suiten à 20 m². Der Baustil des Schiffes wurde optisch dem der 1930er-Jahre nachempfunden. Der Schiffskörper wurde achtern halbrund abgeschlossen. Die hinteren Kabinenbereiche der unteren beiden Decks wurden etwas nach unten versetzt angeordnet, so dass den Fahrgästen drei Kabinenebenen zur Verfügung stehen. Das Unterdeck wurde Moselledeck benannt, das Hauptdeck wird bugseitig als Maindeck und heckseitig als Danubedeck bezeichnet – das Oberdeck als Rhinedeck.
Im Moselledeck sind hinter einigen im Vorderschiff liegenden Technik- und Lagerräumen in der  Schiffsmitte eine Wäscherei sowie acht Fahrgastkabinen eingerichtet worden, denen sich 18 Mannschaftskabinen und der Maschinenbereich anschließen. Im Maindeck befindet bugseitig an der Backbordseite die Bordsauna sowie 19 Fahrgastkabinen – im hinter dem Treppenbereich etwas tiefer liegenden Danube-Deck sind 23 Doppelkabinen vorhanden. Im darüber liegenden Ruhebereich des Rhein-Decks wurden 16 Kabinen und vier Suiten  eingerichtet. Im Vorderschiff liegt die rundumverglaste Main-Lounge, in der sich die Bar befindet. Zum Mittelschiff hin wurde die Club-Lounge sowie in der Eingangshalle ein Schönheitssalon, der Bordshop und die Rezeption eingerichtet. Das achtern liegende Restaurant ist ebenfalls rundumverglast. Auf dem Sonnendeck stehen den Fahrgästen Liegestühle und Sitzgruppen zur Verfügung. Mit einem Lift im Eingangsbereich sind alle Decks für gehbehinderte Fahrgäste erreichbar.

## Technik

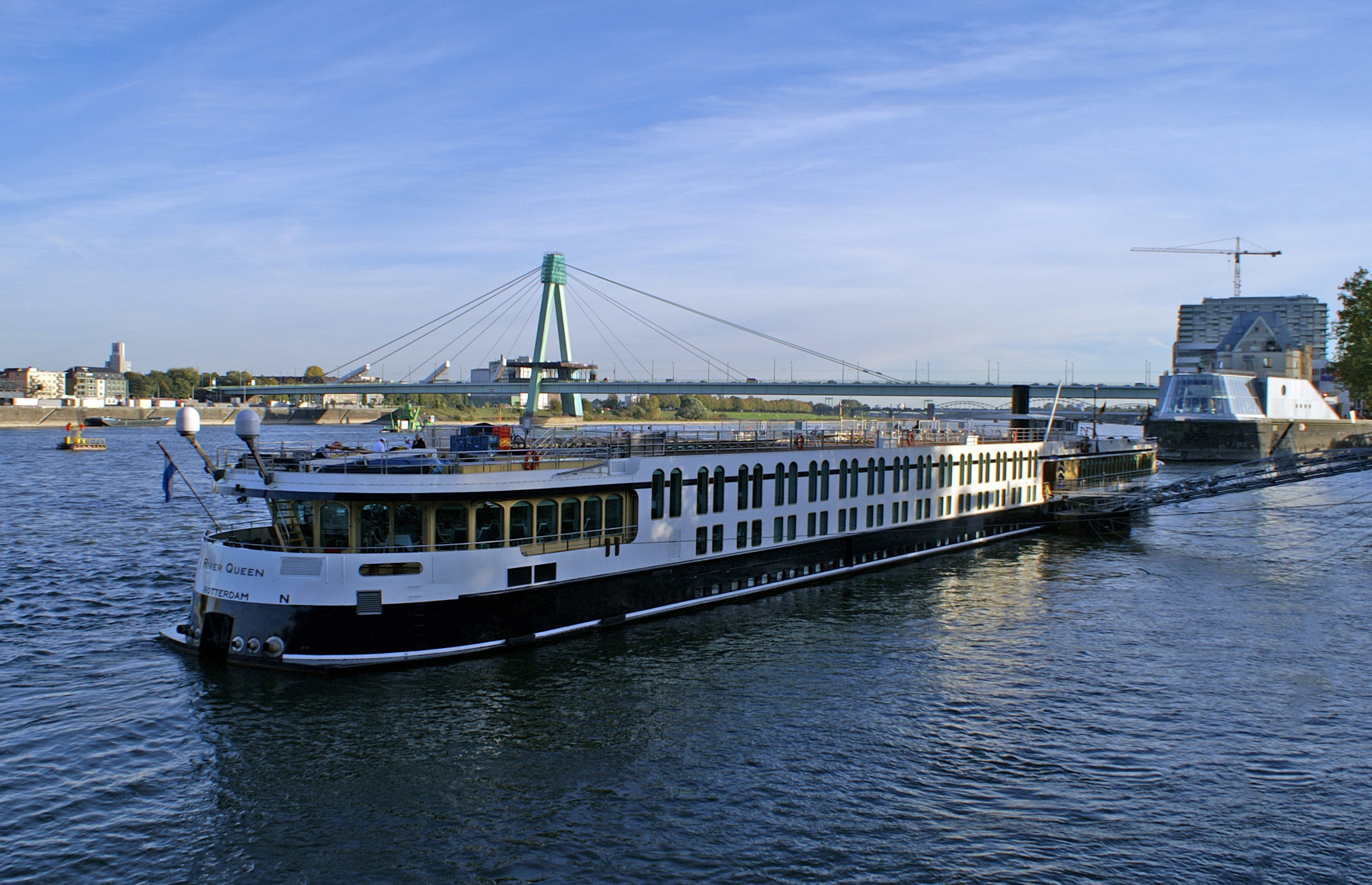
Heckansicht

Die River Queen wird von zwei Dieselmotoren à 780 kW von Wärtsilä durch zwei Schottel-Ruderpropeller angetrieben, zusätzlich verfügt das Schiff über ein Bugstrahlruder, das mit einem 250 kW starken Dieselmotor angetrieben wird. Das Schiff ist 109,82 m lang, 11,40 m breit und 7,45 m hoch. Der Tiefgang wird mit 1,20 m angegeben.
Für das elektrische Bordnetz zur Versorgung der Hilfsmaschinen und des Hotelbetriebes stehen im Fahrbetrieb zwei Hilfsdieselgeneratoren mit 2 × 300 kVA, im Hafenbetrieb ein Dieselgenerator mit 200 kVA und für den Notbetrieb ein Notdieselgenerator mit 60 kVA zur Verfügung.